# マルマライ
マルマライ（トルコ語: Marmaray）はボスポラス海峡を横断する海底鉄道トンネルにより、イスタンブールのヨーロッパ側とアジア側を接続する事業の名称、及び鉄道路線。Marmaray の名称は事業区域のすぐ南にあるマルマラ海 (Marmara) と、トルコ語で鉄道を意味する ray のかばん語（混成語）である。

## 概要

赤い部分が事業区間であり、点線部分がトンネルとなる。

イスタンブールは人口1300万人を抱え一大経済圏を形成し、またアジアとヨーロッパの境界という地理的な要因によって交通の要衝として栄える、イスラム圏最大級の世界都市である。そのイスタンブールにおいて都市形成に大きな影響を与えているのが、ヨーロッパとアジアを分断する全長約30kmのボスポラス海峡であった。
この海峡には第一ボスポラス大橋、ファーティフ・スルタン・メフメト橋という2本の道路橋やフェリーなどの船舶があるものの、人口増加や経済発展に伴い深刻化するイスタンブールの交通事情のボトルネックとなっていた。そのため地下トンネルによって両岸を鉄道で結ぶ事で街の混雑緩和を図り、海峡で二分された街の一体化によって名実ともに“アジアとヨーロッパの結合点”として成長させる、トルコの国家を挙げての一大事業がマルマライであった。
計画自体はオスマン帝国時代の1860年に設計図が描かれて以降、何度も計画が立ち上がったものの、政治的あるいは技術的理由により頓挫した経緯を持ち、トルコ国内では“トルコ150年の夢”として国民の関心も高い。
事業区間はボスポラス海峡下を沈埋トンネル（ボスポラス海峡横断トンネル）によって横断する13.6 kmの区間と、既存設備を改良する63 kmの郊外区間に分けられ、ゲブゼ駅 ‐ ハルカル駅間、計76.3 kmは高頻度運転路線となっている。日本の大成建設と現地トルコのガマ重工業、ヌロール社の3社によるJVで、高度な技術を必要とする沈埋トンネル部分を主に大成建設が、近隣対策が必要な郊外部分を主にガマ重工業およびヌロール社が施工した。

### トンネル
海峡区間は、11個の函を組み立てた全長1,387mの沈埋トンネルにより横断する。これらの函はもっとも深いところで海面下約60mの場所に置かれている。海水部分が55m、海底部分が4.6mである。世界有数といわれる海流速（約2.5m/秒）という厳しい条件下での施工であったが、2004年5月に着工し、2008年8月には海中60mでの沈埋函接続を、2010年2月には海底トンネル（沈埋工法）とアジア側のアイルルクチェシュメから掘られた陸地トンネル（シールド工法・NATM工法）との接続をそれぞれ成功させた。2011年2月にはヨーロッパ側のカズルチェシュメから掘られたトンネルとも接合され、トンネル全体が貫通した。
なお、海底トンネル沈設完了の公式セレモニーは2008年10月13日に、貫通記念セレモニーは2011年2月26日にそれぞれ執り行われた。

### 鉄道
地下駅としてユスキュダル駅（新設）、シルケジ駅、イェニカプ駅が建設され、37駅は改築あるいは改装された。イェニカプ駅ではイスタンブール地下鉄およびライトレールと接続している。郊外線の改良区間では3線目の線路が追加され、両方向とも輸送能力が 7万5000人/時に増やされた。ゲブゼ‐ハルカル間を104分で結ぶ。
2008年11月11日に現代ロテムはこのプロジェクト向けの車両の供給を5.8億ユーロで契約したと公表した。現代ロテムは交通省が提示した440両の製造に関する競争入札において、アルストム、CAFとボンバルディア・シーメンス・Nurolのコンソーシアムに勝利した。
全長 22m のステンレス車は5両編成または10両編成で組成される。現代ロテムとトルコの車両製造メーカーTÜVASAŞの合弁会社ユーロテムにより製造される車両もある。車両は3次に渡って製造され、最初の2011年には160両製造され、2014年に完了する予定とされた。
2013年8月4日に、試運転が始まり、トルコ共和国建国から90周年に当たる2013年10月29日に開業し、開業記念式典・開通式典には日本の安倍晋三首相も出席した。
この完成によってイスタンブールでの公共交通の鉄道利用率が3.6%から27.7%に上昇し、東京の60%、ニューヨークの31%に次いで世界第3位になるとされていた。従前フェリーで30分かかっていた海峡間の移動は、4分に短縮された。

## 工事

### 遺跡の出土
事業は2010年時点で、2年以上の遅れが発生していた。この遅れは海底トンネルのヨーロッパ側の終端予定地でのビザンティン帝国時代の遺跡の発掘が大いに関係している。（2005年に、4世紀のコンスタンティノープルの港「ポルトゥス・テオドシアクス（Portus Theodosiacus テオドシウス港）」の遺跡を掘り当てた。）歴史上これまでに発見された中で唯一のビザンチン様式の海軍艦艇らしきものの研究者による復元のため、建設計画がフルスピードで実施されることを妨げている。さらに発掘により、アンフォラを含む古器物加工品、陶器の欠片、貝殻、骨、馬の頭蓋骨、袋の中に入った9つの人間の頭蓋骨等、イスタンブールにおける定住の最古の証拠が掘り出され、紀元前5000年より前から人間がイスタンブールに住んでいたことが分かった。建設工事の遅れによりトルコ政府は1日あたり100万ドルの収入が減るが、政府はその遺跡を破壊する余裕がない。

### 工事中の地震対策
トンネルは北アナトリア断層から18kmしか離れていないため、その影響を懸念する技術者や地震学者もいる。1万人以上が死亡した巨大地震が知られているだけでも2桁は発生しており、30年以内にマグニチュード7.0以上の地震に見舞われる可能性が最大77%になると科学者により見積もられている。トンネルが建設される場所の下の水を多く含み泥のような土壌は地震で液状化することが知られており、技術者は安定にするために海底下24mに工業用セメントを注入している。トンネルの壁面は防水コンクリートと鋼鉄のシェルでできており、それぞれが独立して水の浸透を防ぐ。地震が発生した場合に、高層建築物のように曲がるように造られている。壁が壊れた場合には、函の接続部にある水門が閉まり、水を隔離できる。
建設工事を監督している国際コンソーシアム Avrasyaconsult のプロジェクトマネージャー Steen Lykkeはそのことを要約して「このプロジェクトに欠けているチャレンジは思いつかない」と発言している。

## 援助
マルマライに対し、国際協力機構と欧州投資銀行が主に援助している。2006年4月までに、旧国際協力銀行が1110億円の円借款を、欧州投資銀行が10億5000万ユーロを融資している。マルマライの総工費は約25億ユーロ（約4100億円）と見積もられた。

## 使用車両
- TCDD E32000（トルコ語版）

## 駅一覧
| 駅名                               | 駅名                  | 駅間キロ (km) | 累計キロ (km) | 接続路線 | 所在地           | 所在地         | 所在地                 |              |
| 日本語                             | トルコ語              | 駅間キロ (km) | 累計キロ (km) | 接続路線 | 所在地           | 所在地         | 所在地                 |              |
| ---------------------------------- | --------------------- | ------------- | ------------- | --- | ---------------- | -------------- | ---------------------- | ------------ |
| ハルカル駅                         | Halkalı               | 0             | 0             | トルコ国鉄： YHT、 中長距離列車（ブルガリア方面、アンカラ方面）、 B2号線 · イスタンブール地下鉄： M1A・M2A号線（建設中）、 M11号線（建設中） | イスタンブール県 | イスタンブール | キュチュクチェクメジェ |              |
| ムスタファ・ケマル駅               | Mustafa Kemal         | 1             | 1             | | イスタンブール県 | イスタンブール | キュチュクチェクメジェ |              |
| キュチュクチェクメジェ駅           | Küçükçekmece          | 2             | 3             | | イスタンブール県 | イスタンブール | キュチュクチェクメジェ |              |
| フロリヤ駅                         | Florya                | 2             | 5             | | イスタンブール県 | イスタンブール | バクルキョイ           |              |
| フロリヤ水族館駅                   | Florya Akvaryum       | 1             | 6             | | イスタンブール県 | イスタンブール | バクルキョイ           |              |
| イェシルキョイ駅                   | Yeşilköy              | 3             | 9             | | イスタンブール県 | イスタンブール | バクルキョイ           |              |
| イェシルユルト駅                   | Yeşilyurt             | 2             | 11            | | イスタンブール県 | イスタンブール | バクルキョイ           |              |
| アタキョイ駅                       | Ataköy                | 2             | 13            | イスタンブール地下鉄： M9号線（建設中） | イスタンブール県 | イスタンブール | バクルキョイ           |              |
| バクルキョイ駅                     | Bakırköy              | 1             | 14            | トルコ国鉄： YHT、 中長距離列車（アンカラ方面）                                                                                              | イスタンブール県 | イスタンブール | バクルキョイ           |              |
| イェニマハレ駅                     | Yenimahalle           | 1             | 15            | | イスタンブール県 | イスタンブール | バクルキョイ           |              |
| ゼイティンブルヌ＝フィシェカーネ駅 | Zeytinburnu-Fişekhane | 2             | 17            | | イスタンブール県 | イスタンブール | ゼイティンブルヌ       |              |
| カズルチェシュメ駅                 | Kazlıçeşme            | 2             | 19            | | イスタンブール県 | イスタンブール | ゼイティンブルヌ       |              |
| イェニカプ駅                       | Yenikapı              | 3             | 22            | イスタンブール地下鉄： M1A・M2A号線、 M2号線                                                                                                 | イスタンブール県 | イスタンブール | ファーティフ           |              |
| シルケジ駅                         | Sirkeci               | 3             | 25            | İETT： T1号線 | イスタンブール県 | イスタンブール | ファーティフ           |              |
| ユスキュダル駅                     | Üsküdar               | 3             | 28            | イスタンブール地下鉄： M5号線 | イスタンブール県 | イスタンブール | ユスキュダル           |              |
| アイルルク・チェスメシ駅           | Ayrılık Çeşmesi       | 5             | 33            | イスタンブール地下鉄： M4号線 | イスタンブール県 | イスタンブール | カドゥキョイ           |              |
| ソウトリュチェシュメ駅             | Söğütlüçeşme          | 1             | 34            | トルコ国鉄： YHT、 中長距離列車（アンカラ方面） · İETT： メトロビュス                                                                        | イスタンブール県 | イスタンブール | カドゥキョイ           |              |
| フェネルヨル駅                     | Feneryolu             | 1             | 35            | | イスタンブール県 | イスタンブール | カドゥキョイ           |              |
| ギョズテペ駅                       | Göztepe               | 1             | 36            | | イスタンブール県 | イスタンブール | カドゥキョイ           |              |
| エレンキョイ駅                     | Erenköy               | 2             | 38            | | イスタンブール県 | イスタンブール | カドゥキョイ           |              |
| スアディエ駅                       | Suadiye               | 1             | 39            | | イスタンブール県 | イスタンブール | カドゥキョイ           |              |
| ボスタンジュ駅                     | Bostancı              | 2             | 41            | トルコ国鉄： YHT、 中長距離列車（アンカラ方面） · イスタンブール地下鉄： M8号線                                                              | イスタンブール県 | イスタンブール | カドゥキョイ           | カドゥキョイ |
| キュチュクヤル駅                   | Küçükyalı             | 1             | 42            | | イスタンブール県 | イスタンブール | マルテペ               | カドゥキョイ |
| イデアルテペ駅                     | İdealtepe             | 1             | 43            | | イスタンブール県 | イスタンブール | マルテペ               | カドゥキョイ |
| スレイヤ・プレジュ駅               | Süreyya Plajı         | 2             | 45            | | イスタンブール県 | イスタンブール | マルテペ               | カドゥキョイ |
| マルテペ駅                         | Maltepe               | 1             | 46            | | イスタンブール県 | イスタンブール | マルテペ               | カドゥキョイ |
| ジェヴィズル駅                     | Cevizli               | 2             | 48            | | イスタンブール県 | イスタンブール | マルテペ               | カドゥキョイ |
| アタラル駅                         | Atalar                | 2             | 50            | | イスタンブール県 | イスタンブール | カルタル               | カドゥキョイ |
| バシャック駅                       | Kartal                | 1             | 51            | | イスタンブール県 | イスタンブール | カルタル               |              |
| カルタル駅                         | Başak                 | 1             | 52            | | イスタンブール県 | イスタンブール | カルタル               |              |
| ユヌス駅                           | Yunus                 | 2             | 54            | | イスタンブール県 | イスタンブール | カルタル               |              |
| ペンディク駅                       | Pendik                | 2             | 56            | トルコ国鉄： YHT、 中長距離列車（アンカラ方面）                                                                                              | イスタンブール県 | イスタンブール | ペンディク             |              |
| カイナルジャ駅                     | Kaynarca              | 2             | 58            | | イスタンブール県 | イスタンブール | ペンディク             |              |
| テルサネ駅                         | Tersane               | 2             | 60            | | イスタンブール県 | イスタンブール | ペンディク             |              |
| グゼイヤル駅                       | Güzelyalı             | 1             | 61            | | イスタンブール県 | イスタンブール | ペンディク             |              |
| アイドゥンテペ駅                   | Aydıntepe             | 1             | 62            | | イスタンブール県 | イスタンブール | トゥズラ               |              |
| イチュメレール駅                   | İçmeler               | 1             | 63            | | イスタンブール県 | イスタンブール | トゥズラ               |              |
| トゥズラ駅                         | Tuzla                 | 3             | 66            | | イスタンブール県 | イスタンブール | トゥズラ               |              |
| チャユロヴァ駅                     | Çayırova              | 4             | 70            | | コジャエリ県     | ゲブゼ         | ゲブゼ                 |              |
| ファーティフ-ゲブゼ工科大学駅      | GTÜ - Fatih           | 1             | 71            | | コジャエリ県     | ゲブゼ         | ゲブゼ                 |              |
| オスマンガーズィー駅               | Osmangazi             | 1             | 72            | | コジャエリ県     | ダリジャ       | ダリジャ               |              |
| ダリジャ駅                         | Darıca                | 1             | 73            | | コジャエリ県     | ダリジャ       | ダリジャ               |              |
| ゲブゼ駅                           | Gebze                 | 2             | 75            | トルコ国鉄： YHT、 中長距離列車（アンカラ方面） · コジャエリ地下鉄：M1号線（建設中）                                                         | コジャエリ県     | ゲブゼ         | ゲブゼ                 |              |